# Futbol al Líban
El futbol és l'esport més popular al Líban. És dirigit per l'Associació Libanesa de Futbol.

## Història

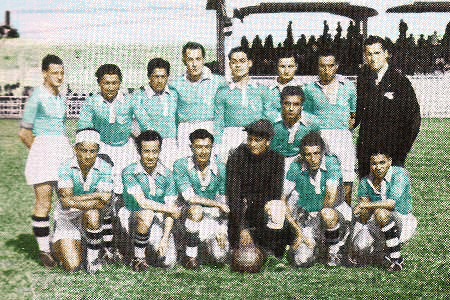
DPHB a l'Estadi Municipal de Beirut el 1935.

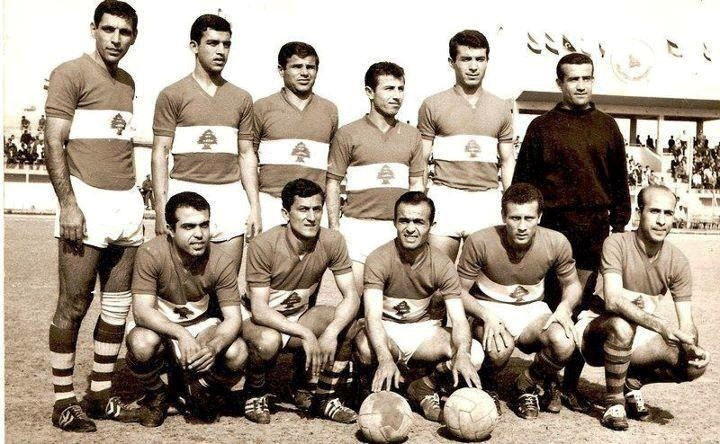
Selecció del Líban a la Copa Àrab de 1966.

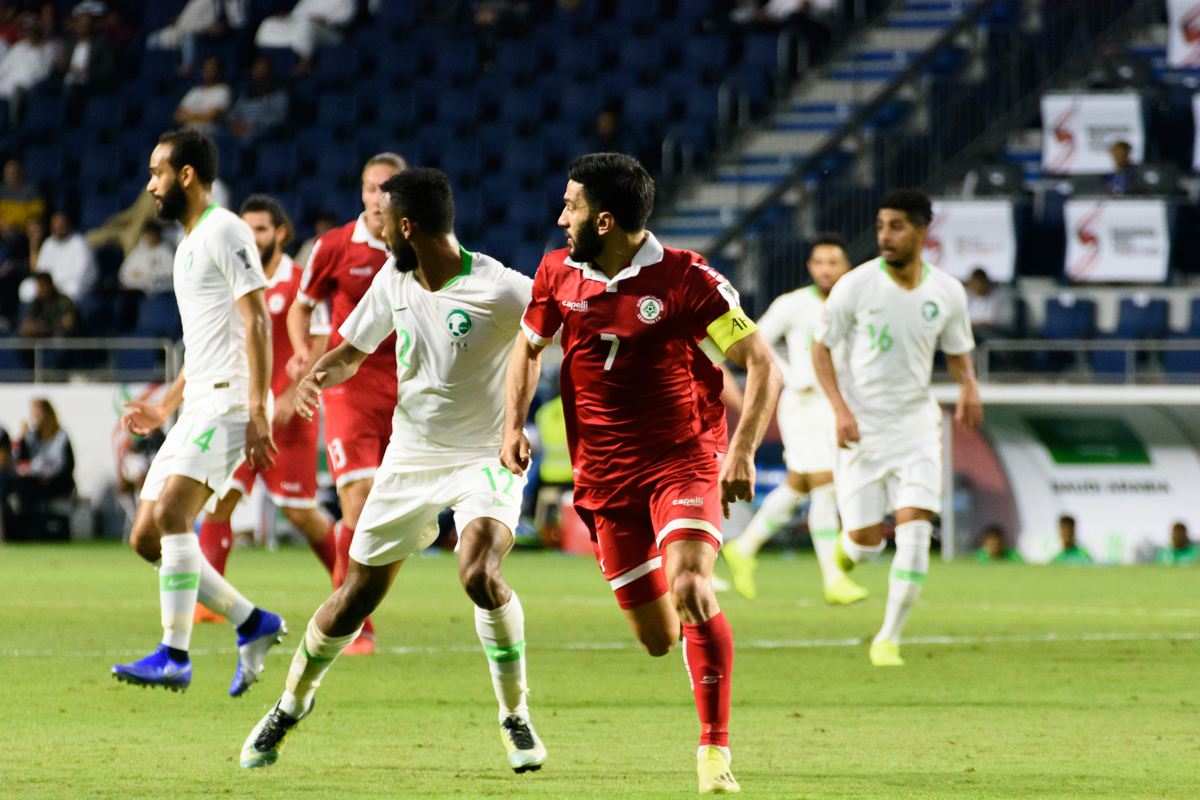
Selecció del Líban a la Copa d'Àsia de 2019 davant Aràbia Saudita.

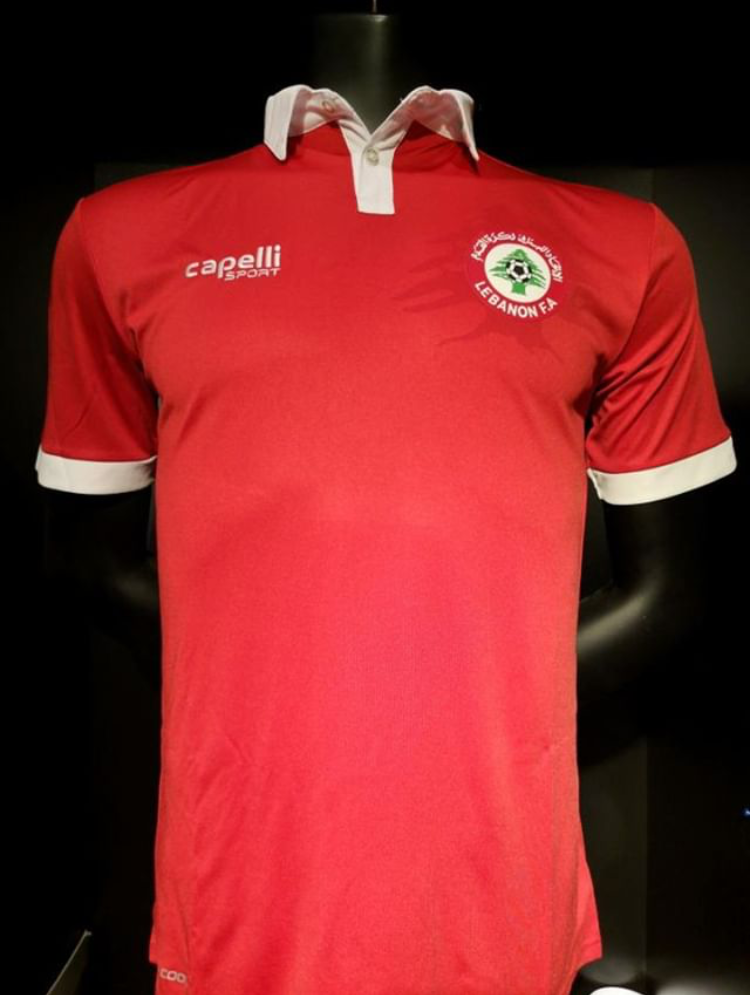
Samarreta de la selecció del Líban a la Copa d'Àsia de 2019.

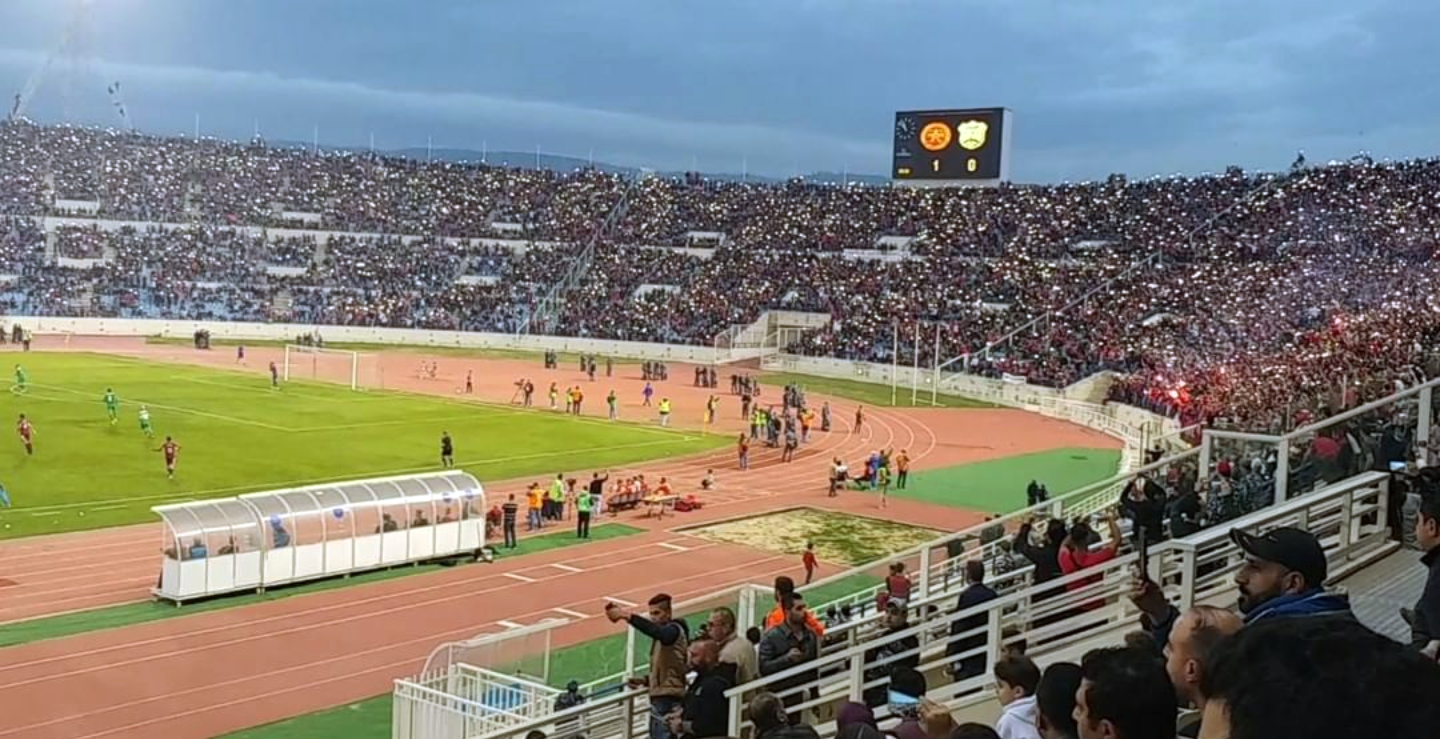
Estadi Ciutat Esportiva Camille Chamoun.

Va ser introduït al país a finals de segle xix, principalment dins les escoles cristianes. La Federació Libanesa de Futbol es creà el 1933 i la selecció jugà el seu primer partit el 1935. La primera lliga nacional es jugà el 1934. La Federació ingressà a la FIFA el 1936.
Els clubs armenis, Homenetmen i Homenmen van liderar l'escenari futbolístic del país entre els anys quaranta i seixanta. La Guerra Civil libanesa (1975-1990) feu impossible el desenvolupament del joc durant aquests anys. Al Ansar FC esdevingué el club dominant durant els anys noranta i dos mil, amb 11 títols de lliga consecutius. A aquest club se li uniren Nejmeh SC i Al Ahed FC per formar els anomenats "Tres Grans". Tradicionalment, Ansar i Nejmeh són els clubs amb més seguidors, amb Ahed guanyant popularitat els darrers anys.

## Competicions
- Lligues:
  - Primera Divisió del Líban
  - Segona Divisió del Líban
  - Tercera Divisió del Líban
  - Quarta Divisió del Líban
  - Cinquena Divisió del Líban

- Copes:
  - Copa libanesa de futbol
  - Copa Elite libanesa de futbol
  - Copa Challenge libanesa de futbol
  - Supercopa libanesa de futbol
  - Copa Federació libanesa de futbol (desapareguda)

## Principals clubs
Clubs amb més títols nacionals a 2021.
- Al-Ansar SC Beirut
- Al-Nejmeh SC Beirut
- Al-Ahed SC Beirut
- Homenetmen Beirut FC
- Al-Nahda SC
- Safa SC Beirut
- Homenmen Beirut FC
- Racing Club de Beirut
- Shabab Al Sahel FC
- Al Shabiba Mazraa Beirut
- Al-Tadamon SC Tir
- American University of Beirut
- AS DPHB/Al Sikka
- Trípoli Sporting Club
- AS Hilmi-Sport
- Al-Bourj FC Beirut

## Principals estadis
| # | Estadi                                  | Capacitat | Ciutat  |
| - | --------------------------------------- | --------- | ------- |
| 1 | Estadi Ciutat Esportiva Camille Chamoun | 49.500    | Beirut  |
| 2 | Estadi Internacional Saida              | 22.600    | Sidó    |
| 3 | Estadi Olímpic Internacional de Trípoli | 22.400    | Trípoli |
| 4 | Estadi Municipal de Beirut              | 18.000    | Beirut  |
| 5 | Estadi Municipal de Beirut              | 10.000    | Trípoli |